# Maciej Reichan

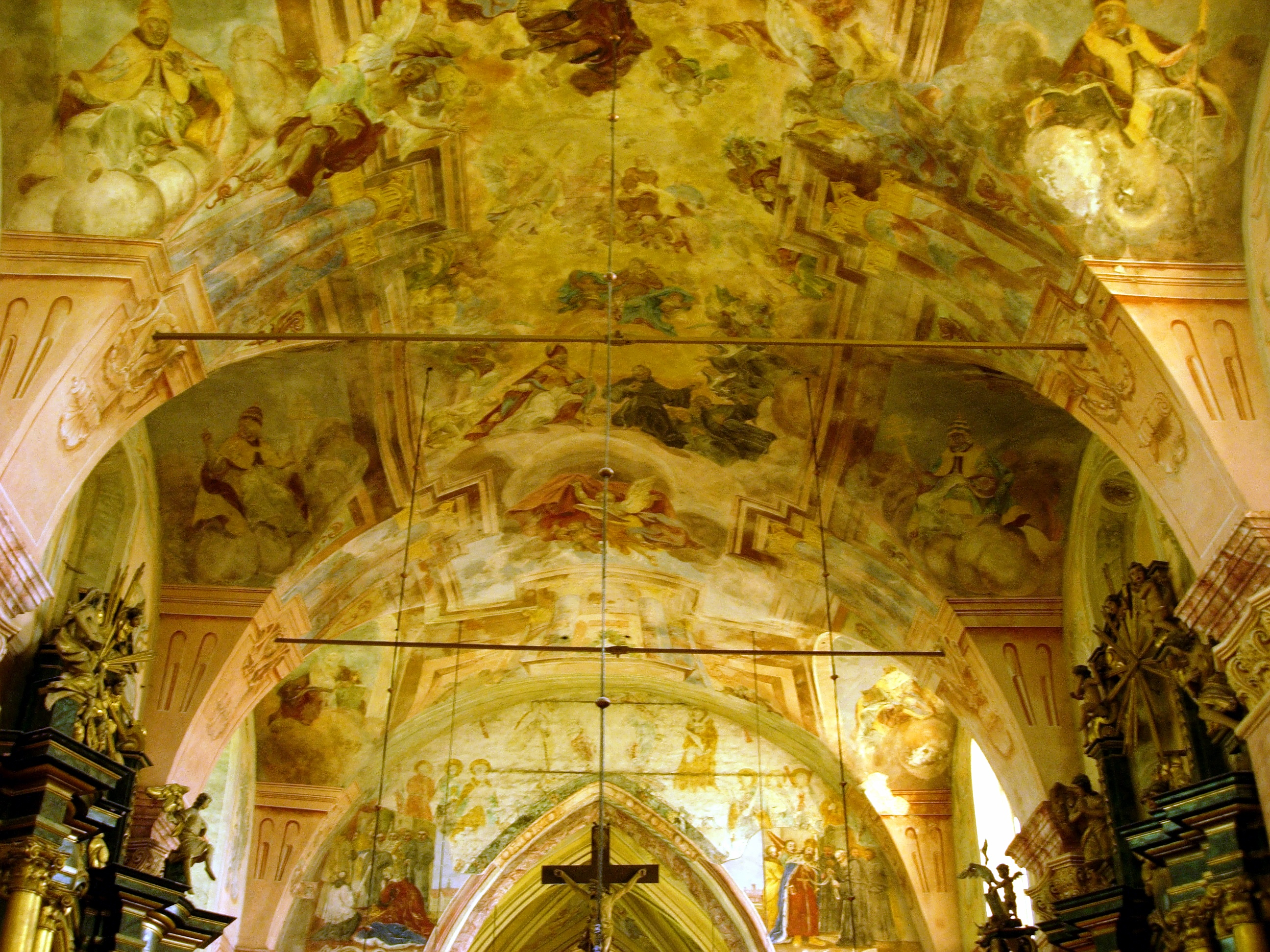
Kościół św. Stanisława w Nowym Korczynie

Maciej Reichan lub Rejchan (zm. po 1794) – polski malarz aktywny w drugiej połowie XVIII wieku, protoplasta rodu znanych malarzy związanych ze Lwowem. Ojciec Józefa Reichana, dziadek Alojzego i pradziadek Stanisława.
O życiu artysty nie zachowało się wiele informacji. Maciej Reichan w Polsce osiadł za czasów Augusta III, sprowadzając się z Saksonii. Wzmiankowany był w 1794 jako radny miejski Sandomierza. Zajmował się malarstwem religijnym, wykonywał freski w kościołach i obrazy ołtarzowe.

## Realizacje
- do 1761 roku polichromie na sklepieniu korpusu kościoła św. Stanisława w Nowym Korczynie. W pracach tych towarzyszył mu Mikołaj Janowski, autor zespołu polichromii w prezbiterium i ściany tęczowej
- w 1763 obraz Wskrzeszenie Piotrowina zdobiący ołtarz główny w kościele św. Stanisława w Nowym Korczynie
- polichromia w kaplicy Najświętszego Sakramentu w katedrze w Sandomierzu[2]
- z 1782 roku freski ilustrujące historię Drzewa Krzyża Świętego w Sanktuarium na Świętym Krzyżu (kaplica Oleśnickich)
- malowidła w kaplicy Najświętszego Sakramentu w bazylice katedralnej Wniebowzięcia Najświętszej Maryi Panny w Kielcach.